# Cianuro de bencilo
El cianuro de bencilo o fenilacetonitrilo (abreviado BnCN ) es un compuesto orgánico con la fórmula química C₆H₅CH₂CN. Este líquido aromático aceitoso incoloro es un precursor importante de numerosos compuestos de la química orgánica.

## Síntesis
El cianuro de bencilo se puede producir mediante la síntesis de nitrilos de Kolbe entre el cloruro de bencilo y el cianuro de sodio y por descarboxilación oxidativa de la fenilalanina.
Los cianuros de bencilo también se pueden preparar por arilación del acetonitrilo sililo-sustituido.